# Метро 2033: Наследие предков. Tod Mit Uns
«Метро 2033: Наследие предков. Tod Mit Uns» (с нем. — «смерть с нами») — роман российского писателя Сурена Цормудяна в жанре постапокалиптики. Двадцать седьмая книга серии «Вселенная Метро 2033». Роман был издан в июле 2012 года издательством «АСТ». В 2014 году роман был издан на польском языке издательством Insignis, а также на немецком издательством Random House.

## Сюжет

### Место действия и главные герои
Действие романа происходит в 2033 году в постъядерной Калининградской области России. Из-за вскрывшихся боеприпасов с химическим оружием, которые были захоронены после Второй мировой войны на дне Балтийского моря, морская вода отравлена, а побережье часто накрывает ядовитый туман. Это добавляет дополнительные угрозы к многочисленным последствиям глобальной ядерной войны, случившейся двадцать лет назад. Небольшие группы уцелевших людей прячутся в подземных бункерах. Основными действующими лицами являются жители двух поселений: Красноторовской колонии — бункера возле бывшего посёлка Красноторовка под руководством майора Стечкина, представленного как улыбчивый и справедливый хозяйственник, которого в поселении любят и уважают, — и Пятого форта, который находится в руинах Калининграда и которым управляет майор Самохин — хитрый и любящий власть отрицательный персонаж. Роман основан на легенде о подземном Кёнигсберге, согласно которой под Калининградской областью существует обширная сеть подземных сооружений, построенная немцами.
В Пятом форте живёт Александр Загорский. Ядерная война застала его подростком, исследующим подземелья Калининграда вместе со своими друзьями; по несчастливому стечению обстоятельств, среди группы диггеров-подростков выжил только он. Загорский всегда любил исследовать эти немецкие подземелья и не перестал этим увлекаться даже после Апокалипсиса. Его знания оказались полезны Пятому форту, и он по-прежнему исследует окрестные туннели. Однако, наряду со страстью к исследованию подземелий, Загорский боится ходить туда в одиночку, поэтому ему всегда нужны сопровождающие. Сюжетная линия Загорского во многом связана с неким страшным существом, с которым Александр иногда якобы встречается во время своих приключений, а также с памятью о Лене, в которую он был несчастно влюблён до ядерной войны и которая погибла в составе той самой группы диггеров-подростков. У Александра есть друг Тигран Баграмян — сталкер, симпатизирующий Красноторовской колонии. Баграмян испытывает чувства к местной медсестре Рите Гжель, которая, однако, ждёт своего возлюбленного до Апокалипсиса Сергея Маломальского и верит, что он всё ещё жив, — но при этом ценит ухаживания Баграмяна.

### Чужаки из-за океана
Однажды жители Красноторовской колонии во время очередной далёкой вылазки за припасами обнаруживают неизвестных людей, прибывших по морю, вооружённых немецким оружием, говорящих на немецком языке и использующих свастику в качестве своего символа. Встреча незнакомцев с красноторовцами заканчивается боестолкновениями. Хотя мотивы немецкоговорящих незнакомцев остаются неизвестными, Красноторовская колония начинает спешно готовиться к обороне и отправляет посыльных с просьбой о помощи в Пятый форт. Вскоре незнакомцы нападают на Красноторовскую колонию, но местным жителям удаётся победить в сражении с минимальными потерями.
Глава Пятого форта Самохин узнаёт от посыльных из Красноторовки о нападении немцев. Он приказывает своему адъютанту Борщову подсыпать посыльным снотворное, а Загорскому и Баграмяну приказывает начать поиски легендарного метро, которое, согласно сюжету, якобы было построено немцами во время Второй мировой войны под Калининградской областью и связывает под землёй Красноторовскую колонию и Пятый форт. Идея Самохина — заключить союз с незнакомцами и свергнуть Стечкина, чтобы он перестал воздействовать своим авторитетом на жителей Пятого форта и тем самым ставить под угрозу власть самого Самохина. Баграмян узнаёт о том, что красноторовские посыльные находятся в плену у Самохина, и решает саботировать приказы главы поселения. Он подставляет Борщова и освобождает красноторовских посыльных. Вместе с Загорским и медсестрой Ритой Гжель Баграмян помогает красноторовцам достать топливо для обратного пути в их колонию, а затем трое жителей Пятого форта действительно отправляются искать подземный путь, связывающий две колонии, чтобы помочь красноторовцам, живущим в худших условиях, чем община Пятого форта, спасти своих людей от нападения. Загорский на всякий случай берёт с собой пару банок из внезапно открытого им и Баграмяном накануне секретного склада немецких времён, заложенного кирпичной кладкой; герои подозревают, что в этих банках консервы, но пока ещё не убедились в этом. Позже склад с банками обнаруживает Самохин и узнаёт, что в банках радиоактивный уран-235, который был подготовлен нацистами для каких-то своих целей.
Красноторовцы во время очередного боестолкновения с пришельцами берут пленного — Пауля Рохеса. Он рассказывает, что потомки нацистов приплыли в Калининградскую область из чилийского поселения «Дигнидад» за «наследием основателей», но что это за наследие, известно только их командованию. Также Рохес предлагает Стечкину подумать о заключении пакта о ненападении с нацистами и действовать сообща, чтобы также получить выгоду от этого сотрудничества. Из Пятого форта возвращаются освобождённые посыльные, которые рассказывают о подставе со стороны Самохина, о поселении «Дигнидад», информацию о котором им поведал Загорский, а также о том, что жители Пятого форта ищут подземный проход к Красноторовской колонии. Красноторовцы решают передать нацистам посредством Рохеса своё предложение о перемирии, чтобы выиграть время, пока задуманное Баграмяном, Загорским и Ритой будет осуществляться.

### Пакт о ненападении и неизвестный подземный мир
Командование красноторовцев встречается с центурионом нацистов Элиасом Клаусмюллером и заключает с ним пакт о ненападении. По условиям договора, пришельцы могут проводить раскопки на берегу Калининградской области в поисках «наследия основателей», а туземцы не должны им в этом мешать; красноторовцы же договорились наблюдать за этими изысканиями. Хотя центурион не распространяется о том, какое именно «наследие основателей» ищут нацисты, Стечкин предположил, что речь идёт об атомном оружии, которое немцы по легенде всё-таки успели сделать до своего поражения во Второй мировой войне, сохранив его в обширных секретных подземельях под Калининградской областью. Несмотря на пакт, красноторовцы продолжают сохранять повышенную боевую готовность. Пауль Рохес остаётся у красноторовцев в качестве гарантии безопасности для последних. Наблюдая за раскопками, красноторовцы предлагают, что пришельцы могут искать не только ядерное оружие, но и биологическое.
Баграмян, Загорский и Рита находят вход в секретные части подземелий, построенных немцами. По дороге между Баграмяном и Ритой происходят то перебранки, то любовные сцены, и всё это вызывает злость Загорского, имеющего детские психологические травмы. Углубляясь в подземелья, герои с удивлением обнаруживают рельсы, вагонетки и оборудование, за которым явно кто-то ухаживает в настоящее время. Загорский по неизвестной причине запирает Баграмяна и Риту в комнате с останками двух трупов. Баграмян и Рита выясняют, что эти два трупа являлись подростками, с которыми Загорский, по собственным рассказам, исследовал подземелья до войны. Выясняется, что Загорский закрыл Лену и ещё одного товарища в порыве ревности, застав любовную сцену между ними. В то время как Загорский убегает прочь, Баграмян и Рита также дают волю своим чувствами и целуются рядом с трупами, однако дверь открывает неизвестное худое существо, которое луч фонаря Баграмяна ослепляет. Тигран исследует вагонетки с большими бомбами, но по неосторожности освобождает их так, что вагонетки начинают катиться по наклонной куда-то в туннель. Герои стараются как можно скорее уехать на вагонетке, взяв с собой существо, ослеплённое ярким светом фонаря. Бомбы не взрываются. Герои находят других существ, аналогичных найденному, и станцию легендарного метро, служащую им жильём. Баграмян и Рита встречаются со старостой — единственным из этих существ, знающих русский язык. Староста рассказывает им историю появления этих существ, называемых склавенами, а также рассказывает об их хозяевах — виртах. Склавены и вирты являются результатами экспериментов нацистов над людьми, за несколько поколений приспособившиеся к подземной жизни; склавены являются рабами виртов. Тигран предполагает, что нацисты, прибывшие в Калининградскую область, могут искать именно виртов.

### Война
Вагонетки с бомбами, пущенные Баграмяном, врезаются в стену Красноторовской колонии, которая была возведена между туннелем и комнатой, где содержится Рохес. Стечкин понимает, что это ядерные бомбы без заряда; Рохес также видит это и передаёт данную информацию центуриону во время регулярного сеанса связи. Стечкин просит нацистов незамедлительно вернуть своих наблюдателей, среди которых — один из командиров; Клаусмюллер в ответ настаивает на личной встрече со Стечкиным. У командира Красноторовцев не остаётся выбора, и он отправляется к нацистам, которые его пленяют и выдвигают красноторовцам ультиматум: русские должны капитулировать и дать доступ к открывшемуся на месте бывшей стены туннелю, а нацисты в обмен вернут им их командира. Красноторовцы берут время подумать и неожиданно нападают на лагерь чилийцев, освобождая Стечкина. Завязывается ночная битва по обороне колонии, которая оканчивается победой красноторовцев. Красноторовцы также, воспользовавшись открытым туннелем, совершают рейд в Пятый форт, где свергают Самохина, которого предаёт Борщов, отравив своего командира тем самым ураном, который тот ранее нашёл в банках в тайном помещении.
Во время этих событий из открытого туннеля в Красноторовскую колонию прибегает Загорский, который просит у красноторовцев помощи в спасении своих друзей. С Загорским обратно в туннель отправляется ещё один боец — Бурков. Они достигают станции метро, где спасают Тиграна от вирта-обходчика — уродливого существа с электрошокером, которое едва не убивает Баграмяна. Загорский утверждает, что он нашёл схему подземелий и знает, где находится «наследие предков», которое ищут чилийцы, — лаборатория и завод по производству атомных бомб. Герои отправляются туда, чтобы уничтожить этот завод раньше, чем его найдут нацисты.
Добравшимся до завода героям приходится держать оборону от виртов, осаждающих помещение. Загорский обнаруживает стенд, на котором смоделировано устройство атомной бомбы и которое в том числе позволяет задействовать настоящие урановые сердечники. Загорский решает уничтожить лабораторию именно таким образом — использовав урановые сердечники, которые он забрал с собой в банках из Пятого форта. Тигран не успевает остановить Загорского от снаряжения бомбы: тот взводит рычаг, который достаточно отпустить, чтобы произошёл взрыв. Загорский просит остальных людей как можно быстрее удалиться, пока он не устал держать тяжёлый рычаг. Тигран отказывается и высказывает желание помочь Загорскому держать рычаг, пока Рита и Бурков будут покидать зону поражения. Загорский и Тигран несколько часов держат рычаг, при том что вирты пытаются попасть в забаррикадированное помещение. Когда вирты достигают успеха и пробивают себе проход в лабораторию, а Загорский и Тигран решают отпустить рычаг, к ним неожиданно приходит вооружённая подмога: оказывается, Рита и Бурков привели красноторовских пехотинцев, чтобы помочь им.
В итоге, красноторовцы одерживают победу как над виртами, так и над чилийцами. Наследие предков в виде технологии и комплектующих для сборки атомных бомб остаётся невредимым и всё ещё таит в себе потенциальную опасность, захваченных в плен чилийцев красноторовцы собираются перевоспитывать, а склавенов они решают оставить в покое, но предоставить им те права, которых их лишали вирты.

## Отзывы прессы
Александра Королёва в своей рецензии для российского журнала «Мир фантастики» охарактеризовала роман как «неожиданное, но в целом удачное сплетение конспирологического детектива о „тайнах Третьего рейха“ и постъядерного „романа выживания“». Журналистка отметила интересный и динамичный сюжет, а также высоко оценила проработку персонажей: по её мнению, одни герои в ходе сюжета раскрываются с неожиданной стороны, «другие просто обаятельны либо, наоборот, решительно несимпатичны, но в любом случае не оставляют читателей равнодушными». Позитивной оценки также удостоилось наличие патриотизма, не содержащего пафоса и не являющегося квасным. Наконец, в качестве достоинства романа был отмечен тот факт, что произведение имеет под собой насыщенную информационную основу, так как базируется на реальной истории Калининградской области, в которой автор хорошо разбирается. В качестве минусов были отмечены чересчур затянутые и наполненные подробностями боевые сцены, неправдоподобные допущения, такие как две расы полулюдей, а также «неровный язык» повествования.
Марчин Вайнцетель от польского издания Paradoks отметил, что Сурен Цормудян в своём произведении акцентирует внимание на эмоциях, переживаниях и размышлениях персонажей, назвав это «пожалуй, самым большим достоинством романа». Идею сюжета, базирующуюся на конфронтации противоборствующих сторон, автор обзора назвал достаточно простой и очевидной. При этом Марчин отметил историческую базу романа, приправленную конспирологическими теориями и легендами о действиях войск Третьего рейха в районе Кёнигсберга, о секретных лабораториях и о том, чем нацисты в них занимались. Рецензент пишет, что, благодаря этому, «солдатский рассказ о войне и выживании приобретает привкус фэнтези, граничащего с ужасом и научной фантастикой, которая наводит на размышления». Также, по мнению Вайнцетеля, подробное описание вооружения, моделей, характеристик боевых машин, а также очень яркое изображение боевых действий «усиливают внимание читателя». Мариуш Войцечек в своём обзоре для того же издания также положительно оценил произведение, назвав «Наследие предков» сильной и динамичной историей. По мнению рецензента, «книга читается хорошо, действие затягивает; персонажи, может быть, немного банальны, но вызывают сочувствие, а их судьбы могут интриговать».